# NA-4453
La  NA-4453  es una carretera local perteneciente a la Red de Carreteras de Navarra que se inicia en PK 43,36 de N-121-B y termina en PK 62,71 de N-121-B. Tiene una longitud de 27,38 kilómetros.